# Diana Nammi
Diana Nammi – kurdyjska i brytyjska aktywistka, działaczka przeciw przemocy motywowanej obroną honoru rodziny oraz polegającej na przymusowych małżeństwach i okaleczaniu żeńskich narządów płciowych.
W 2002 roku założyła irańską i kurdyjską organizację na rzecz praw kobiet IKWRO (Iranian and Kurdish Women’s Rights Organisation) w Londynie, której jest dyrektorką.
Jej działalność była wielokrotnie nagradzana. W 2014 roku otrzymała nagrodę „Women on the Move” Wysokiego Komisarza ONZ do spraw Uchodźców.